# Danh sách tiểu hành tinh: 12301–12400
| Tên                  | Tên đầu tiên | Ngày phát hiện       | Nơi phát hiện          | Người phát hiện            |
| -------------------- | ------------ | -------------------- | ---------------------- | -------------------------- |
| 12301 Eötvös         | 1991 RR12    | 4 tháng 9 năm 1991   | La Silla               | E. W. Elst                 |
| 12302 -              | 1991 RV17    | 13 tháng 9 năm 1991  | Palomar                | H. E. Holt                 |
| 12303 -              | 1991 RB24    | 11 tháng 9 năm 1991  | Palomar                | H. E. Holt                 |
| 12304 -              | 1991 SR1     | 19 tháng 9 năm 1991  | Kiyosato               | S. Otomo                   |
| 12305 -              | 1991 TE1     | 12 tháng 10 năm 1991 | Siding Spring          | R. H. McNaught             |
| 12306 Pebronstein    | 1991 TM14    | 7 tháng 10 năm 1991  | Palomar                | C. P. de Saint-Aignan      |
| 12307 -              | 1991 UA      | 18 tháng 10 năm 1991 | Kushiro                | S. Ueda, H. Kaneda         |
| 12308 -              | 1991 VB5     | 4 tháng 11 năm 1991  | Dynic                  | A. Sugie                   |
| 12309 Tommygrav      | 1992 DD3     | 25 tháng 2 năm 1992  | Kitt Peak              | Spacewatch                 |
| 12310 Londontario    | 1992 DE4     | 29 tháng 2 năm 1992  | Kitt Peak              | Spacewatch                 |
| 12311 Ingemyr        | 1992 EO6     | 1 tháng 3 năm 1992   | La Silla               | UESAC                      |
| 12312 Väte           | 1992 EM8     | 2 tháng 3 năm 1992   | La Silla               | UESAC                      |
| 12313 -              | 1992 EX10    | 6 tháng 3 năm 1992   | La Silla               | UESAC                      |
| 12314 -              | 1992 EE14    | 2 tháng 3 năm 1992   | La Silla               | UESAC                      |
| 12315 -              | 1992 FA2     | 28 tháng 3 năm 1992  | Kushiro                | S. Ueda, H. Kaneda         |
| 12316 -              | 1992 HG      | 27 tháng 4 năm 1992  | Kiyosato               | S. Otomo                   |
| 12317 Madicampbell   | 1992 HH1     | 24 tháng 4 năm 1992  | Kitt Peak              | Spacewatch                 |
| 12318 Kästner        | 1992 HD7     | 30 tháng 4 năm 1992  | Tautenburg Observatory | F. Börngen                 |
| 12319 -              | 1992 PC      | 2 tháng 8 năm 1992   | Harvard Observatory    | Oak Ridge Observatory      |
| 12320 Loschmidt      | 1992 PH1     | 8 tháng 8 năm 1992   | Caussols               | E. W. Elst                 |
| 12321 Zurakowski     | 1992 PZ1     | 4 tháng 8 năm 1992   | Palomar                | H. E. Holt                 |
| 12322 -              | 1992 QW      | 31 tháng 8 năm 1992  | Palomar                | E. F. Helin                |
| 12323 Haeckel        | 1992 RX      | 4 tháng 9 năm 1992   | Tautenburg Observatory | F. Börngen, L. D. Schmadel |
| 12324 Van Rompaey    | 1992 RS3     | 2 tháng 9 năm 1992   | La Silla               | E. W. Elst                 |
| 12325 -              | 1992 RH7     | 2 tháng 9 năm 1992   | La Silla               | E. W. Elst                 |
| 12326 Shirasaki      | 1992 SF      | 21 tháng 9 năm 1992  | Kitami                 | K. Endate, K. Watanabe     |
| 12327 Terbrüggen     | 1992 SX1     | 21 tháng 9 năm 1992  | Tautenburg Observatory | L. D. Schmadel, F. Börngen |
| 12328 -              | 1992 SK13    | 16 tháng 9 năm 1992  | Dynic                  | A. Sugie                   |
| 12329 Liebermann     | 1992 SR23    | 23 tháng 9 năm 1992  | Tautenburg Observatory | F. Börngen                 |
| 12330 -              | 1992 UX2     | 25 tháng 10 năm 1992 | Uenohara               | N. Kawasato                |
| 12331 -              | 1992 UH6     | 31 tháng 10 năm 1992 | Uenohara               | N. Kawasato                |
| 12332 -              | 1992 UJ6     | 31 tháng 10 năm 1992 | Uenohara               | N. Kawasato                |
| 12333 -              | 1992 WJ2     | 18 tháng 11 năm 1992 | Kushiro                | S. Ueda, H. Kaneda         |
| 12334 -              | 1992 WD3     | 18 tháng 11 năm 1992 | Dynic                  | A. Sugie                   |
| 12335 -              | 1992 WJ3     | 21 tháng 11 năm 1992 | Geisei                 | T. Seki                    |
| 12336 -              | 1992 WO3     | 23 tháng 11 năm 1992 | Oohira                 | T. Urata                   |
| 12337 -              | 1992 WV3     | 24 tháng 11 năm 1992 | Yatsugatake            | Y. Kushida, O. Muramatsu   |
| 12338 -              | 1992 XE      | 14 tháng 12 năm 1992 | Kiyosato               | S. Otomo                   |
| 12339 Carloo         | 1992 YW1     | 18 tháng 12 năm 1992 | Caussols               | E. W. Elst                 |
| 12340 Stalle         | 1992 YJ2     | 18 tháng 12 năm 1992 | Caussols               | E. W. Elst                 |
| 12341 Calevoet       | 1993 BN4     | 27 tháng 1 năm 1993  | Caussols               | E. W. Elst                 |
| 12342 Kudohmichiko   | 1993 BL12    | 30 tháng 1 năm 1993  | Yatsugatake            | Y. Kushida, O. Muramatsu   |
| 12343 Martinbeech    | 1993 DT1     | 26 tháng 2 năm 1993  | Kitt Peak              | Spacewatch                 |
| 12344 -              | 1993 FB1     | 18 tháng 3 năm 1993  | Hidaka                 | S. Shirai, S. Hayakawa     |
| 12345 -              | 1993 FT8     | 17 tháng 3 năm 1993  | La Silla               | UESAC                      |
| 12346 -              | 1993 FK25    | 21 tháng 3 năm 1993  | La Silla               | UESAC                      |
| 12347 -              | 1993 FW37    | 19 tháng 3 năm 1993  | La Silla               | UESAC                      |
| 12348 -              | 1993 FX40    | 19 tháng 3 năm 1993  | La Silla               | UESAC                      |
| 12349 -              | 1993 GO      | 14 tháng 4 năm 1993  | Dynic                  | A. Sugie                   |
| 12350 Feuchtwanger   | 1993 HA6     | 23 tháng 4 năm 1993  | Tautenburg Observatory | F. Börngen                 |
| 12351 -              | 1993 JD      | 14 tháng 5 năm 1993  | Kiyosato               | S. Otomo                   |
| 12352 Jepejacobsen   | 1993 OX6     | 20 tháng 7 năm 1993  | La Silla               | E. W. Elst                 |
| 12353 -              | 1993 OR9     | 20 tháng 7 năm 1993  | La Silla               | E. W. Elst                 |
| 12354 Hemmerechts    | 1993 QD3     | 18 tháng 8 năm 1993  | Caussols               | E. W. Elst                 |
| 12355 -              | 1993 QU3     | 18 tháng 8 năm 1993  | Caussols               | E. W. Elst                 |
| 12356 Carlscheele    | 1993 RM14    | 15 tháng 9 năm 1993  | La Silla               | E. W. Elst                 |
| 12357 Toyako         | 1993 ST1     | 16 tháng 9 năm 1993  | Kitami                 | K. Endate, K. Watanabe     |
| 12358 Azzurra        | 1993 SO2     | 22 tháng 9 năm 1993  | Stroncone              | A. Vagnozzi                |
| 12359 Cajigal        | 1993 SN3     | 22 tháng 9 năm 1993  | Mérida                 | O. A. Naranjo              |
| 12360 Unilandes      | 1993 SQ3     | 22 tháng 9 năm 1993  | Mérida                 | O. A. Naranjo              |
| 12361 -              | 1993 TB      | 9 tháng 10 năm 1993  | Uenohara               | N. Kawasato                |
| 12362 Mumuryk        | 1993 TS1     | 15 tháng 10 năm 1993 | Kitami                 | K. Endate, K. Watanabe     |
| 12363 Marinmarais    | 1993 TA24    | 9 tháng 10 năm 1993  | La Silla               | E. W. Elst                 |
| 12364 Asadagouryu    | 1993 XQ1     | 15 tháng 12 năm 1993 | Oizumi                 | T. Kobayashi               |
| 12365 Yoshitoki      | 1993 YD      | 17 tháng 12 năm 1993 | Oizumi                 | T. Kobayashi               |
| 12366 Luisapla       | 1994 CD8     | 8 tháng 2 năm 1994   | Mérida                 | O. A. Naranjo              |
| 12367 Ourinhos       | 1994 CN8     | 8 tháng 2 năm 1994   | Mérida                 | O. A. Naranjo              |
| 12368 Mutsaers       | 1994 CM11    | 7 tháng 2 năm 1994   | La Silla               | E. W. Elst                 |
| 12369 Pirandello     | 1994 CJ16    | 8 tháng 2 năm 1994   | La Silla               | E. W. Elst                 |
| 12370 Kageyasu       | 1994 GB9     | 11 tháng 4 năm 1994  | Kushiro                | S. Ueda, H. Kaneda         |
| 12371 -              | 1994 GL9     | 14 tháng 4 năm 1994  | Kiyosato               | S. Otomo                   |
| 12372 Kagesuke       | 1994 JF      | 6 tháng 5 năm 1994   | Oizumi                 | T. Kobayashi               |
| 12373 Lancearmstrong | 1994 JE9     | 15 tháng 5 năm 1994  | Palomar                | C. P. de Saint-Aignan      |
| 12374 Rakhat         | 1994 JG9     | 15 tháng 5 năm 1994  | Palomar                | C. P. de Saint-Aignan      |
| 12375 -              | 1994 NO1     | 8 tháng 7 năm 1994   | Caussols               | E. W. Elst                 |
| 12376 -              | 1994 NW1     | 8 tháng 7 năm 1994   | Caussols               | E. W. Elst                 |
| 12377 -              | 1994 PP      | 11 tháng 8 năm 1994  | Palomar                | E. F. Helin                |
| 12378 -              | 1994 PK1     | 15 tháng 8 năm 1994  | Siding Spring          | R. H. McNaught             |
| 12379 Thulin         | 1994 PQ11    | 10 tháng 8 năm 1994  | La Silla               | E. W. Elst                 |
| 12380 Sciascia       | 1994 PB14    | 10 tháng 8 năm 1994  | La Silla               | E. W. Elst                 |
| 12381 Hugoclaus      | 1994 PH30    | 12 tháng 8 năm 1994  | La Silla               | E. W. Elst                 |
| 12382 Niagara Falls  | 1994 SO5     | 28 tháng 9 năm 1994  | Kitt Peak              | Spacewatch                 |
| 12383 Eboshi         | 1994 TF1     | 2 tháng 10 năm 1994  | Kitami                 | K. Endate, K. Watanabe     |
| 12384 Luigimartella  | 1994 TC2     | 10 tháng 10 năm 1994 | Colleverde             | V. S. Casulli              |
| 12385 -              | 1994 UO      | 31 tháng 10 năm 1994 | Oizumi                 | T. Kobayashi               |
| 12386 Nikolova       | 1994 UK5     | 28 tháng 10 năm 1994 | Kitt Peak              | Spacewatch                 |
| 12387 Tomokofujiwara | 1994 UT11    | 28 tháng 10 năm 1994 | Kitami                 | K. Endate, K. Watanabe     |
| 12388 Kikunokai      | 1994 VT6     | 1 tháng 11 năm 1994  | Kitami                 | K. Endate, K. Watanabe     |
| 12389 -              | 1994 WU      | 25 tháng 11 năm 1994 | Oizumi                 | T. Kobayashi               |
| 12390 -              | 1994 WB1     | 27 tháng 11 năm 1994 | Oizumi                 | T. Kobayashi               |
| 12391 Ecoadachi      | 1994 WE2     | 16 tháng 11 năm 1994 | Kitami                 | K. Endate, K. Watanabe     |
| 12392 -              | 1994 WR2     | 30 tháng 11 năm 1994 | Oizumi                 | T. Kobayashi               |
| 12393 -              | 1994 YC1     | 28 tháng 12 năm 1994 | Oizumi                 | T. Kobayashi               |
| 12394 -              | 1995 BQ      | 23 tháng 1 năm 1995  | Oizumi                 | T. Kobayashi               |
| 12395 Richnelson     | 1995 CD2     | 8 tháng 2 năm 1995   | Siding Spring          | D. J. Asher                |
| 12396 -              | 1995 DL1     | 24 tháng 2 năm 1995  | Catalina Station       | C. W. Hergenrother         |
| 12397 Peterbrown     | 1995 FV14    | 27 tháng 3 năm 1995  | Kitt Peak              | Spacewatch                 |
| 12398 Pickhardt      | 1995 KJ3     | 25 tháng 5 năm 1995  | Kitt Peak              | Spacewatch                 |
| 12399 Bartolini      | 1995 OD      | 19 tháng 7 năm 1995  | San Marcello           | A. Boattini, L. Tesi       |
| 12400 Katumaru       | 1995 OA1     | 28 tháng 7 năm 1995  | Nanyo                  | T. Okuni                   |